# SM Tb 52T
SM Tb 52T – austro-węgierski torpedowiec z początku XX wieku i okresu I wojny światowej, trzecia jednostka typu Kaiman. Do 1913 roku nosił nazwę Alligator, następnie oznaczenie 52T, a od roku 1917 sam numer 52 (skrót przed numerem SM Tb oznaczał Seiner Majestät Torpedoboot – torpedowiec Jego Cesarskiej Mości).

## Historia
Stępkę pod budowę okrętu położono w stoczni Stabilimento Tecnico Triestino (STT) 20 października 1905 roku, kadłub wodowano 30 czerwca 1906 roku, a okręt oddano do służby 31 grudnia tego roku (wraz z bliźniaczym „Krokodil”). Należał do grupy pierwszych okrętów tego typu zbudowanych w austro-węgierskich stoczniach. Początkowo nosił nazwę „Alligator” (aligator), lecz od 1 stycznia 1914 roku zastąpiono ją przez alfanumeryczne oznaczenie 52T (litera „T” oznaczała, że okręt zbudowano w Trieście). Rozkazem z 21 maja 1917 roku z oznaczeń torpedowców usunięto ostatnią literę i do końca wojny nosił on tylko numer 52.
Okręt brał udział w I wojnie światowej, pełniąc głównie służbę konwojową i patrolową na Morzu Adriatyckim. 
W grudniu 1918 roku Tb 52 osiadł na mieliźnie w okolicy Splitu, po czym, w odróżnieniu od pozostałych okrętów swojego typu, przy podziale floty Austro-Węgier jego wrak został przekazany Włochom, które złomowały go w 1922 roku.

## Opis
Okręt posiadał dwa kotły parowe typu Yarrow i jedną pionową czterocylindrową maszynę parową potrójnego rozprężania. Okręt uzbrojony był w cztery armaty kalibru 47 mm L/33 (po dwie na każdej z burt) oraz trzy wyrzutnie torped kalibru 450 mm. W 1915 roku uzbrojenie wzmocniono pojedynczym karabinem maszynowym Schwarzlose 8 mm.